# Atletica leggera al XIV Festival olimpico estivo della gioventù europea
Le competizioni di atletica leggera al XIV Festival olimpico estivo della gioventù europea si sono svolte dal 25 al 29 luglio 2017 presso lo Radnóti street Sport Centre di Győr, in Ungheria.

## Risultati

### Ragazzi
| Specialità                     | Oro                                                                | Prestazione | Argento                                                                                      | Prestazione | Bronzo                                                             | Prestazione |
| Corse piane                    |                                                                    |             |                                                                                              |             |                                                                    |             |
| 100 m                          | Aurélien Larue Francia                                             | 10.61       | Stephan Skogheim Kyeremeh Norvegia                                                           | 10.68       | Enrico Sancin Italia                                               | 10.69       |
| 200 m                          | Aurélien Larue Francia                                             | 21.64       | Stephan Skogheim Kyeremeh Norvegia                                                           | 21.66       | Mitja Kordež Slovenia                                              | 21.76       |
| 400 m                          | Ludovic Ouceni Francia                                             | 48.84       | Denys Baranov Ucraina                                                                        | 49.33       | Erik Sluga Croazia                                                 | 50.31       |
| 800 m                          | Djoao Lobles Paesi Bassi                                           | 1:50.72     | Cristian Voicu Romania                                                                       | 1:51.43     | Jakub Davidík Rep. Ceca                                            | 1:51.53     |
| 1500 m                         | Mehmet Çelik Turchia                                               | 4:06.33     | Bence Apáti Ungheria                                                                         | 4:06.52     | Andrej Paulíny Slovacchia                                          | 4:06.57     |
| 3000 m                         | Ömer Amaçtan Turchia                                               | 8:35.32     | Lars Agnar Hjelmeset Norvegia                                                                | 8:37.59     | Robert Gorzynski Polonia                                           | 8:38.09     |
| Corse a ostacoli               |                                                                    |             |                                                                                              |             |                                                                    |             |
| 110 m ostacoli                 | Sven Jansons Paesi Bassi                                           | 13.87       | Giuseppe Filpi Italia                                                                        | 14.21       | Eero Hirvinen Finlandia                                            | 14.29       |
| 400 m ostacoli                 | Sven Roosen Paesi Bassi                                            | 53.71       | Johan Claeson Svezia                                                                         | 53.88       | Leo Köhldorfer Austria                                             | 53.92       |
| 2000 m siepi                   | Etson Mendes Barros Portogallo                                     | 5:58.24     | Axel Fournival Francia                                                                       | 6:02.05     | Eemil Helander Finlandia                                           | 6:03.63     |
| Staffette                      |                                                                    |             |                                                                                              |             |                                                                    |             |
| 4×100 m                        | Belgio Arthur Gabor Pinter Wolf Belien Daniel Segers Kwinten Torfs | 41.75       | Norvegia Markus Rooth Stephan Skogheim Kyeremeh Andreas Haara Bakketun Pål Haugen Lillefosse | 41.79       | Finlandia Topias Laine Lauri Kaukonen Severi Mäntylä Eero Hirvinen | 42.39       |
| Salti                          |                                                                    |             |                                                                                              |             |                                                                    |             |
| Salto in alto                  | Arttu Mattila Finlandia                                            | 2.08 m      | Mohammed-Ali Benlahbib Francia                                                               | 2.08 m      | Carl af Forselles Svezia                                           | 2.05 m      |
| Salto con l'asta               | Pål Haugen Lillefosse Norvegia                                     | 5.00 m      | Marcus Kytölä Finlandia                                                                      | 4.95 m      | Ivan De Angelis Italia                                             | 4.90 m      |
| Salto in lungo                 | Daniel Segers Belgio                                               | 7.41 m      | Ken-Mark Minkovski Estonia                                                                   | 6.93 m      | Henrik Flåtnes Norvegia                                            | 6.89 m      |
| Salto triplo                   | Batuhan Çakır Turchia                                              | 14.94 m     | Sjarhej Dzjambicki Bielorussia                                                               | 14.77 m     | Davide Favro Italia                                                | 14.51 m     |
| Lanci                          |                                                                    |             |                                                                                              |             |                                                                    |             |
| Getto del peso (5 kg)          | Piotr Goździewicz Polonia                                          | 19.41 m     | Carmelo Musci Italia                                                                         | 19.35 m     | Miguel Gómez Díaz Spagna                                           | 17.52 m     |
| Lancio del disco (1,5 kg)      | Oleksij Kyrylin Ucraina                                            | 60.74 m     | Fabian Weinberg Norvegia                                                                     | 56.45 m     | Carmelo Musci Italia                                               | 55.77 m     |
| Lancio del martello (5 kg)     | Mychajlo Kochan Ucraina                                            | 78.28 m     | Artur Maskalenka Bielorussia                                                                 | 71.36 m     | Valentin Andreev Bulgaria                                          | 69.60 m     |
| Lancio del giavellotto (700 g) | Topias Laine Finlandia                                             | 74.74 m     | Metehan Acar Turchia                                                                         | 69.88 m     | Raman Hmyrak Bielorussia                                           | 64.54 m     |

### Ragazze
| Specialità                     | Oro                                                                          | Prestazione | Argento                                                             | Prestazione | Bronzo                                                               | Prestazione |
| Corse piane                    |                                                                              |             |                                                                     |             |                                                                      |             |
| 100 m                          | Minke Bisschops Paesi Bassi                                                  | 11.52       | Boglárka Takács Ungheria                                            | 11.58       | Patience Jumbo-Gula Irlanda                                          | 11.59       |
| 200 m                          | Zoë Sedney Paesi Bassi                                                       | 23.74       | Rhasidat Adeleke Irlanda                                            | 23.81       | Gémima Joseph Francia                                                | 23.89       |
| 400 m                          | Andrea Jiménez Spagna                                                        | 53.55       | Barbora Malíková Rep. Ceca                                          | 54.07       | Janka Molnar Ungheria                                                | 55.00       |
| 800 m                          | Zuzanna Bronowska Polonia                                                    | 2:08.07     | Gaël de Coninck Svezia                                              | 2:09.14     | Andreea Hojda Romania                                                | 2:10.54     |
| 1500 m                         | Sarah Healy Irlanda                                                          | 4:19.85     | Klaudia Kazimierska Polonia                                         | 4:23.17     | Anna Baumgartner Austria                                             | 4:23.28     |
| 3000 m                         | Alessia Zarbo Francia                                                        | 09:33.12    | Inci Kalkan Turchia                                                 | 09:37.91    | Anna Hightower Paesi Bassi                                           | 09:45.37    |
| Corse a ostacoli               |                                                                              |             |                                                                     |             |                                                                      |             |
| 100 m ostacoli                 | Zoë Sedney Paesi Bassi                                                       | 13.37       | Martine Hjørnevik Norvegia                                          | 13.57       | Amelie Braun Germania                                                | 13.65       |
| 400 m ostacoli                 | Carla García Sánchez Spagna                                                  | 1:00.06     | Maren Smoljuk Germania                                              | 1:00.59     | Lena Wernli Svizzera                                                 | 1:01.23     |
| 2000 m siepi                   | Karolina Horváth Ungheria                                                    | 6:51.04     | Claire Palou Francia                                                | 6:55.77     | Assia El Maazi Italia                                                | 7:00.22     |
| Staffette                      |                                                                              |             |                                                                     |             |                                                                      |             |
| 4×100 m                        | Belgio Lotte Van Lent Lotte Van der Vreken Ilona Masson Lieselotte Van Laere | 46.01       | Paesi Bassi Zoë Sedney Minke Bisschops Anna Roelofs Suzanne Libbers | 46.05       | Irlanda Niamh Foley Rhasidat Adeleke Miriam Daly Patience Jumbo-Gula | 46.38       |
| Salti                          |                                                                              |             |                                                                     |             |                                                                      |             |
| Salto in alto                  | Jaroslava Mahučich Ucraina                                                   | 1.89 m 'CR' | Elena Kuličenko Russia                                              | 1.87 m      | Jessica Kähärä Finlandia                                             | 1.80 m      |
| Salto con l'asta               | Victoria Kalitta Polonia                                                     | 3.80 m      | Floriane Ponza Francia                                              | 3.80 m      | Alva Sundin Svezia                                                   | 3.80 m      |
| Salto in lungo                 | Ingeborg Gruenwald Austria                                                   | 6.23 m      | Olaia Gisela Becerril Spagna                                        | 6.15 m      | Tilde Johansson Svezia                                               | 6.10 m      |
| Salto triplo                   | María Vicente Spagna                                                         | 13.72 m     | Gaëlle Maonzambi Svizzera                                           | 12.87 m     | Jessica Kähärä Finlandia                                             | 12.85 m     |
| Lanci                          |                                                                              |             |                                                                     |             |                                                                      |             |
| Getto del peso (3 kg)          | Alida van Daalen Paesi Bassi                                                 | 16.23 m     | Josene Klisch Germania                                              | 15.85 m     | Karyna Jehinjan Bielorussia                                          | 15.77 m     |
| Lancio del disco (1 kg)        | Diletta Fortuna Italia                                                       | 50.23 m     | Alida van Daalen Paesi Bassi                                        | 48.82 m     | Violetta Ignat'eva Russia                                            | 48.34 m     |
| Lancio del martello (3 kg)     | Julia Kivinen Finlandia                                                      | 64.22 m     | Valerija Ivanenko Ucraina                                           | 61.64 m     | Jade Williams Irlanda                                                | 58.62 m     |
| Lancio del giavellotto (500 g) | Julia Valtanen Finlandia                                                     | 58.11 m     | Münevver Hancı Turchia                                              | 55.25 m     | Kaja Morch Pettersen Norvegia                                        | 52.77 m     |